# Rosa (Doctor Who)
Rosa es el tercer episodio de la undécima temporada moderna de la serie británica de ciencia ficción Doctor Who, emitido originalmente el 21 de octubre de 2018 por BBC One. Está escrito por Malorie Blackman junto al productor ejecutivo Chris Chibnall, dirigido por Mark Tonderai.
En el episodio, la Decimotercer Doctor (Jodie Whittaker) y sus amigos humanos Graham O'Brien (Bradley Walsh), Ryan Sinclair (Tosin Cole) y Yasmin Khan (Mandip Gill), llegan a Alabama en 1955 y se encuentran ellos mismos buscando evitar que el criminal viajero del tiempo Krasko (Joshua Bowman) impida que Rosa Parks (Vinette Robinson) influya en el Movimiento por los derechos civiles en Estados Unidos. La trama del episodio se refiere a la segregación racial en Estados Unidos en ese momento, incluida la ley aprobada en Alabama con respecto al tránsito municipal durante este período.
En los créditos de cierre de "Rosa" se utilizó el sencillo «Rise Up» de Andra Day, por lo que es uno de los pocos episodios en la historia del programa que no termina con el tema de cierre tradicional. El episodio fue visto por 8,41 millones de espectadores y recibió críticas positivas de los críticos.

## Sinopsis
Cuando la Decimotercer Doctor (Jodie Whittaker) intenta regresar a la actual Sheffield, la TARDIS la lleva a ella y a sus amigos a Montgomery, Alabama, en 1955. Antes de intentar irse, la Doctor descubre que hay rastros de energía artron, como huella de otro viaje en el tiempo. Al decidir investigar, el grupo se entera de que llegaron un día antes de que Rosa Parks (Vinette Robinson) se negara a renunciar a su asiento como lo exigió el conductor del autobús James F. Blake (Trevor White) el 1 de diciembre, influyendo fuertemente en el Movimiento por los derechos civiles en Estados Unidos. Al rastrear la energía, el grupo localiza una maleta de equipos del futuro, pero no pueden sacar más información cuando se ven obligados a huir cuando su dueño intenta golpearlos con un dispositivo de desplazamiento de tiempo. La Doctor sospecha que está tratando de alterar la historia de Parks.
Dejando a sus amigos investigar todo el crítico día del 1 de diciembre, la Doctor regresa para examinar el contenido de la maleta, antes de usarla para protegerse de su dueño, un asesino en masa llamado Krasko (Josh Bowman). La Doctor se entera de que Krasko busca evitar que ocurra el boicot a los autobuses de Montgomery, pero no puede simplemente matar a Parks, ya que sus implantes neuronales le impiden matar a cualquier ser vivo. La Doctor no puede convencerlo de que abandone su plan, a pesar de tomar su dispositivo de desplazamiento de tiempo y destruir su manipulador del vórtice. Cuando la Doctor se entera de que Krasko había arreglado que Blake tomara el día libre, ella y sus amigos se concentran en mantener el historial a pesar de que Krasko trabaja para contrarrestar sus esfuerzos.
Ryan (Tosin Cole) se encuentra con Krasko bloqueando la ruta del autobús con un automóvil después de eliminar avisos falsos en las paradas de autobús, y se entera de que Krasko logró evitar que el autobús alcanzara su cuota de pasajeros. Ryan se entera de que las acciones de Krasko están motivadas por sus puntos de vista profundamente racistas, utilizando el propio dispositivo de desplazamiento del criminal para enviarlo al pasado y detenerlo por completo. Eliminando el bloqueo, él y los demás se reúnen con la Doctor en el autobús como pasajeros antes de llegar al Empire Theatre. Cuando llega el momento, la Doctor se da cuenta de que se han convertido en parte integral de los eventos, y se ve obligada a mantenerlos a bordo del autobús. Después de presenciar que Parks fue arrestada por la policía por violar las leyes de segregación, el grupo regresó a la TARDIS sabiendo que la historia se ha mantenido intacta.

### Continuidad
La prisión de Stormcage, mencionada en "Rosa" cuando la Decimotercer Doctor reconoce un tatuaje en el brazo de Krasko, apareció en episodios del Undécimo Doctor, principalmente como el lugar donde River Song se encuentra condenada por el "asesinato" de su esposo.

## Producción

### Casting
Después de que se emitió el primer episodio, The Woman Who Fell to Earth, se confirmó que Vinette Robinson y Joshua Bowman estarían entre una serie de actores invitados que aparecerían en la serie. Robinson apareció previamente en Doctor Who como Abi Lerner en el episodio 42 de la tercera temporada, episodio también escrito por Chris Chibnall.
El actor Morgan Deare, quien interpreta a Arthur en este episodio, también apareció previamente en Doctor Who, como Hawk en el episodio Delta and the Bannermen de noviembre de 1987.

### Filmación
El episodio fue filmado en Ciudad del Cabo, Sudáfrica.

## Difusión y recepción

### Calificaciones
Rosa fue vista por 6,39 millones de espectadores durante la noche, lo que representa una participación de audiencia del 29,6%, lo que la convierte en la segunda audiencia más alta de la noche y la quinta de la semana en noches en todos los canales. El episodio tuvo una puntuación del Índice de Apreciación del Público de 83. El episodio recibió un total oficial de 8,41 millones de espectadores en todos los canales del Reino Unido, lo que lo convierte en el cuarto programa más visto de la semana.
En Estados Unidos, la transmisión en BBC America tuvo 808.000 espectadores.

### Recepción crítica
Rosa recibió críticas positivas de los críticos. Tiene una calificación de aprobación del 97% basada en 30 reseñas de Rotten Tomatoes, con una calificación promedio de 7,99/10. El consenso crítico dice:

La primera vez que la guionista de Doctor Who, Malorie Blackman, escribe una entrega perspicaz que devuelve el programa a sus raíces educativas y sirve como un recordatorio de cuán poderosa puede ser la ciencia ficción.

En febrero de 2019, el episodio ganó el Premio de la Organización de Artes Visionarias al programa de televisión del año en el BAFTA de Londres. En abril de 2019, el episodio fue anunciado como nominado en la categoría de Mejor presentación dramática, forma corta en los Premios Hugo de 2019.